# Georg Richard Kruse
Pour les articles homonymes, voir Kruse (homonymie).
Georg Richard Kruse (né le 17 janvier 1856 à Greiffenberg, arrondissement de Löwenberg-en-Silésie, province de Silésie et mort le 23 février 1944 à Berlin,) est un chercheur en musique et un auteur bien connu de la série musicale de la maison d'édition Reclam. Il édite des opéras et travaille comme chef d'orchestre en Europe et en Amérique du Nord. Il est le fondateur du musée Lessing (de) à Berlin et laisse derrière lui une vaste collection d'autobiographies d'artistes et de scientifiques de son époque. Dans le cadre de son œuvre, il apporte une contribution significative aux œuvres d'Albert Lortzing et d'Otto Nicolai.

## Biographie
Kruse est le fils du metteur en scène Georg Kruse (de). Il suit des cours de violon avec le chef d'orchestre Carl Moritz von Weber, issu de la famille Carl Maria von Weber. Dès 1869, il joue dans l'orchestre du théâtre de Breslau. En 1871, à 15 ans, il acquiert l'opportunité  sa première expérience pratique de chef d'orchestre en tant que remplaçant du chef d'orchestre au théâtre d'été de Magdebourg. En 1872, il compose la musique de scène pour une pièce de théâtre de son père intitulée « Ein Mann aus dem Volke ». Le jeune Kruse acquiert l'expérience professionnelle nécessaire grâce à divers engagements en tant que chef d'orchestre d'opéra dans plusieurs théâtres dans les États allemands. À cette époque, les étapes de cette période sont Stralsund et Putbus à Rügen en 1873, où il écrit également la pièce folklorique « Anneken vom Mönchgut ». En 1874, il s'engage à Krefeld, mais dans les années suivantes, il écrit également de la musique pour des pièces de théâtre et en 1880 il adapte « Poète et fermier » de Franz von Suppé. En 1885, il travaille à Magdebourg, puis en 1888/89 à Detmold, où se produisent les influences décisives pour son œuvre ultérieure. Georg Richard Kruse est chef d'orchestre au théâtre de la cour de Detmold. Depuis lors, Kruse se consacre à la recherche et à la renaissance des œuvres de Lortzing et devient, quelques années plus tard, le principal biographe de Lortzing en tant qu'écrivain musical. Il y dirige « La Flûte enchantée » et « Don Giovanni » de Mozart, « Der Freischütz » et « Euryanthe » de Carl Maria von Weber, « Troubadour » de Verdi ainsi que « Undine (de) » et « Zar und Zimmermann » de Lortzing.
Après Detmold, il se rend à Halle-sur-Saale, Gotha et Dresde, le théâtre de la ville d'Ulm, et plus tard aussi Leipzig et Berlin. Il y travaille auparavant en 1890 comme compositeur et chef d'orchestre de deux pièces folkloriques au « Bürgerliches Schauspielhaus ». En 1891, il est engagé au « Théâtre Belle-Alliance (de) » de Berlin comme chef d'orchestre de concert et de théâtre. De 1891 à 1894, Kruse vit à Milwaukee, où il travaille au Théâtre allemand, à Saint-Louis et à Chicago. Pour l'ouverture du Théâtre Schiller, il écrit la musique du festival « Les Pionniers ». Il travaille également comme critique musical et correspondant du « Milwaukee Herold ». Avec l'opéra de conte de fées « Hänsel und Gretel » d'Engelbert Humperdinck, Georg Richard Kruse entreprend une tournée d'opéra à travers l'Allemagne et les Pays-Bas de 1894 à 1896 en tant qu'entrepreneur et metteur en scène et contribue ainsi grandement à la diffusion de l'œuvre créée en 1893. De 1896 à 1899, il est chef d'orchestre à Berne et à Saint-Gall (de) jusqu'à ce qu'il s'installe à Berlin en 1900 et se consacre ensuite principalement à la recherche, à la collection et à l'écriture musicale.
À partir de 1903, il est éditeur et éditeur pour la maison d'édition Reclam et publia d'innombrables manuels d'opéra, dont il rédige les textes d'introduction. Reclams Opernführer (de), écrit par Georg Richard Kruse, est l'un des guides d'opéra les plus utilisés. En 1905, Kruse fonde la « Société pour la préservation de la maison Lessing », de laquelle émerge en 1908 le musée Lessing, situé au 13 Brüderstraße à Berlin-Mitte. Il y donne des conférences sur l'histoire de la musique, organisa des lectures de poésie et des soirées de récitation, et organise des soirées musicales dans le style des salons du XIXe siècle, auxquelles participent des artistes de renom mais aussi de jeunes artistes encore inconnus de son époque.
Outre le travail biographique, la publication de textes d'opéra et la rédaction de divers essais musicaux, le musée Lessing devient de plus en plus important pour l'œuvre de Kruse - il essaie constamment de préserver et d'élargir la collection. Parfois, le musée devient également le siège de l'Université Lessing de Berlin (de) et Kruse en devient le directeur en 1913/14. Après avoir confié la direction de l'Université de Lessing à Ludwig Lewin (de), Kruse organise principalement des événements musicaux dans le musée. De plus, sa collection passionnée de tout ce qui touche au genre de l opéra lui confère au fil des années une immense connaissance, ce qui fait souvent de lui le point de contact pour nombre de ses contemporains, ce qui aboutit finalement à un grand nombre d'autographes en sa possession. Georg Richard Kruse reçoit alors un salaire honorifique de la ville, mais les objets exposés sont distribués dans différents musées de Berlin ainsi qu'à des particuliers : la collection est ainsi détruite. En 1941, Kruse décide de céder sa collection Lortzing et ses archives privées à la Bibliothèque d'État lippienne de Detmold (de), où elles sont intégrées aux fonds. Après sa mort en 1944, la quasi-totalité de son legs, y compris les arrangements des réductions pour piano et la collection de manuels Reclam, est transférée à Detmold.
Georg Richard Kruse décède à Berlin en février 1944 à l'âge de 88 ans. Il est enterré au cimetière du parc de Lichterfelde (de) (lieu de sépulture : Urn Grove I-70). En 1984, le Sénat de Berlin décide de consacrer la dernière demeure de Georg Richard Kruse comme tombe honorifique de l'État de Berlin pendant vingt ans. Passé ce délai, le Sénat décide en novembre 2005 de ne pas prolonger la dédicace.

## Publications (sélection)
- Albert Lortzing. Berühmte Musiker. Lebens- und Charakterbilder nebst Einführung in die Werke der Meister. Volume VII. Berlin, Harmonie 1899.
- Albert Lortzing. Gesammelte Briefe. Mit einer Porträt-Beilage und einem Faksimile des ältesten vorhandenen Schriftstückes Lortzings. dir. de Georg Richard Kruse. Neue, um 82 Briefe verm. Ausgabe. Verlag Bosse Regensburg 1913 XII, 301 p. Deutsche Musikbücherei; Vol. 6.
- Otto Nicolai. Ein Künstlerleben. Verlag Berlin–Wien, Berlin, 1911.